# 岩崎テル子
岩崎 テル子（いわさき てるこ）は、日本の作業療法研究者。保健学修士。
1961年に東京学芸大学教育学部（中等教育）を卒業。1991年に西ミシガン大学健康科学研究科修士課程を修了。
1990年に作業療法ジャーナル賞準入賞。新潟医療福祉大学などを経て、現在は目白大学教授。脳血管疾患による知覚障害の評価と治療、高齢期障害の作業機能評価と支援法、作業療法教育法の検討が主な研究テーマであり、数々の重要な業績を残している。

## 著作
- 知覚をみる・いかす
- 標準作業療法学 作業療法学概論
- 標準作業療法学 身体機能作業療法学

など他多数。